# WLFL
WLFL（チャンネル22）は、アメリカ・ノースカロライナ州ローリーに認可されたテレビ局で、リサーチ・トライアングルエリアでThe CWの系列局として放送されている。ダーラムのライセンスを受けたマイネットワークTVの系列局WRDC（チャンネル28）と並んで、シンクレア・ブロードキャスト・グループが所有している。両方の放送局は、ローリーのダウンタウンのすぐ外にあるハイウッズ・オフィス・パーク（Highwoods Office Park）のスタジオを共有しているが、WLFLの送信所は同州オーバーンにある。

## 歴史

### 開局とFOXとWBの提携
アナログUHFチャンネル22の割り当ては、コールレターが「WJHF」であった局として、1967年には計画段階にあった。意図された所有者であるマサチューセッツ州スプリングフィールドのクレセント・ブロードキャスティング・カンパニー（Crescent Broadcasting Company）が翌年に公告を提出したにもかかわらず、テリー・サンフォードの関与にもかかわらず放棄され、チャンネル28の周波数が10年以上も暗かった後、代わりにNBC系列局のWRDUが放送を開始した。市場の最東端の視聴者がチャタム郡のタワーから放送局の信号を得るのに苦労した時、WRDUはチャンネル22を中継局として認可した。ダラム生命保険（Durham Life Insurance）が放送局を買収して「WPTF」と改名し、エイペックスに強力なタワーを建設してチャンネル22を解放し、独立放送局にしたことで、中継局は不要になった。
1976年、チャンネル22を主にキリスト教徒向けの宗教番組といくつかの世俗的な家族向け番組を放送する局として立ち上げようとする2回目の試みが始まった。それはL・L「バディ」レザー（L.L. "Buddy" Leathers）と彼のカロライナ・クリスチャン・コミュニケーションズ（Carolina Christian Communications）によって運営される予定だった。この放送会社はサウスカロライナ州グリーンビルのWGGSを主力事業としていた。カロライナ・クリスチャンはカロライナでいくつかの建設許可を取得していたが、同局の立ち上げに必要な300万ドルを調達できなかったため、ファミリー・テレビジョン（Family Television）は1980年にその許可を購入し、1981年9月下旬に署名する予定だった。しかし、これらの計画は、技術的な問題と悪天候のために中止された。断念されなかったのは、宗教的な番組だけではないが、家族全員に適したエンターテインメントの提供が含まれるという考えだった。これは販売の条件だった。
1981年12月18日14:00にWLFL-TV（「We're Light for Living」の略）として開局され、1日のテストパターンに続く最初の番組として映画「慕情」が放送された。これは、トライアングル初の完全メディア市場向けの独立局アウトレットだった。同じ形式の別の初期の放送局であるファイエットビルを拠点とするWKFT-TV（チャンネル40、現：ユニビジョンO&OのWUVC）は、数か月前に契約を結んでいたが、当時は殆どの市場に十分な信号がなかった。WLFLは典型的なUHF独立系のアニメ、ドラマ、西部劇、古いシットコム、宗教番組に加えて古い映画だった。ローリーにライセンス供与されていたが、そのスタジオは当初ダーラムのブロード・ストリート2410番地（WTVDが1954年に最初に運用を開始したのと同じ建物）にあり、そのマスターコントロール施設はエイペックスの近くの伝送およびタワー施設と共に配置されていた。
1984年11月5日、ファミリー・テレビジョンはS&Fコミュニケーションズ・コーポレーション（S&F Communications Corp.、スティーブン・D・シーモアとスチュアート・D・フランケルが率いるグループ）に売却し、コールサインをWMVZに変更すると発表した。しかし、1985年、バージニア州ノーフォークに拠点を置くTVXブロードキャスト・グループは、S&Fとの取引が失敗に終わった後、WLFLを1,450万ドルで購入した。同社はWLFLの番組をアップグレードし、最終的にチャンネル22はトライアングルエリアで3番目に高い視聴率の放送局になり、FOXの系列局が定期的にNBCの系列局を打ち負かした数少ない場所の1つになった。1年後、TVXはWLFLの業務をベルトライン/I-440のすぐ内側のローリーのフロント・ストリートにある新しいスタジオに移した。TVXは1980年以来、ウィンストン・セーラムにWNRW（現：WXLV-TV）を所有していたが、放送局間の信号の重複が大きいため、TVXは WNRWまたはWLFLのいずれかを売却する必要があった。当時、FCCは通常、放送範囲エリアが重複する2つの放送局の共有を許可しておらず、都市グレードのオーバーラップを免除することさえ考慮していなかった（FCCは2000年に、放送範囲エリアが重複する2つの放送局の共有を許可し始めた）。その結果、TVXはWNRWをアクトIIIブロードキャスティングに売却した。1986年10月9日、他のTVX所有局と共にFOXのチャーター系列局になった。また、元の1,000フィート (305 m)の送信タワーと1メガワットのERP送信設備を、新しい1,700フィート (518 m)のタワーと5メガワットの可視、500 kWの聴覚ERP送信アンテナに交換した。TVXは、タフト・ブロードキャスティングの独立局とFOX系列局を買収した後、1988年に中規模市場の放送局の殆どを売却した。1991年にパラマウント・ピクチャーズと合併するまでWLFLを保持し、その後、同グループはパラマウント・ステーションズ・グループに改称た。この時までに、それは国内で最も強力なFOX系列局の1つになった。1993年、コールサインから「-TV」接尾辞を削除した最初の放送局の1つになった。
パラマウントは1994年にWLFLをシンクレア・ブロードキャスト・グループに売却し、翌年にはWRDCとローカルマーケティング契約（LMA）を締結した。同局はGlencairn Ltd. が所有していたが、グレンケアン株式会社（Glencairn Ltd.）は、シンクレアの創設者であり所有者であるスミス一家が過半数を所有していたため、2001年にWRDCを完全に購入する前でさえ、市場で効果的な複占を行っていた。WLFLはこの契約のシニアパートナーだったが、同年にフロント・ストリートのスタジオを空け、近くのハイウッズオフィスコンプレックスにあるWRDCの新しい施設に統合されたオペレーションを移した。1995年9月にWRDCから市場のNBC所属を買収したWNCNは、同時にWLFLの古いスタジオに移動した。1996年、FOXは、22:00の枠内で番組編成の問題をめぐってシンクレアとの論争に巻き込まれた際、放送局との提携契約を更新しないと発表した。FOXは後に容赦しなかったが、それでも1998年にWRAZとの新たな提携を模索することができ、WLFLはThe WBから番組編成を引き継ぐことになった。WLFLで最後に放送されたFOXの番組は、1998年8月1日21:00の『アメリカズ・モスト・ウォンテッド』であり、最初に放送されたThe WBの番組は、翌日の『The Parent 'Hood』の再放送だった。

### CW所属
2006年1月24日、CBSコーポレーションとタイム・ワーナーは、UPNとThe WBを閉局し、視聴率の高い番組をこれら2つのネットワークから新しいサービスであるThe CWに移すと発表した。同年2月22日、ニューズ・コーポレーションは、マイネットワークTVと呼ばれる別の新しいネットワークを開始すると発表した。FOXの姉妹ネットワークとなるこのサービスは、FOXテレビジョン・ステーションズとそのシンジケーション部門である20th テレビジョンによって運営される。マイネットワークTVは、The CW系列になると言及されていないUPN及びThe WB加盟局に、独立局になる以外の別のオプションを提供するために作成され、The CWと競合するためにも作成された。
当初、シンクレアのトライアングル複占の2つの放送局の中ではるかに強力だったため、WLFLがトライアングルのThe CW系列になることは当然の結論と見なされていた。ネットワークの代表者は、The WBとUPNの系列局の中で「最強」の放送局を支持していたことが記録されています。しかし、新しいネットワークが、トリビューン・カンパニーとCBSコーポレーションが所有する放送局のコアグループ以外の放送局の最初のグループを発表した際、WLFLはリストに含まれていなかった。2月に、WRDCがマイネットワークTVの系列局として発表された。シンクレアとThe CWが、マイネットワークTVに参加する予定のない、シンクレアが運営する全てのThe WB系列局との提携契約に署名したのは5月2日だった。
The CW系列局として、WLFLは同ネットワークの子供向け番組ブロック（2014年10月から『ワン・マグニフィセント・モーニング』というブランド名）をThe CWの他の殆どの東部時間帯系列局よりも2時間早く、5:00から10:00まで放送した。2016年現在、WLFL は7:00から正午までの通常のスケジュールでブロックを放送している。
シンクレアは、トライアングルの最大のケーブルプロバイダーであるタイム・ワーナー・ケーブルとの再送信に関する紛争に巻き込まれた。WLFLとWRDCの当初の運送契約は2010年12月31日に終了した。この問題には、TWCがWLFLとWRDCでの番組編成に喜んで支払う料金が含まれていた。両当事者間の交渉はさらに2週間延長され、最終的に合意に達するまで1月15日に終了する予定だった。事実上、停電が発生すると、WLFLとWRDCの両方へのアクセスが、市場内の多数のケーブル世帯に制限される。ただし、両方の放送局は、衛星プロバイダーのディレクTVとディッシュ・ネットワークとAT&TのU-Verseサービスからも利用できる。
2012年5月15日、シンクレアとFOXは、グループの19のFOX系列局の所属契約を2017年まで5年間延長することに合意した。これには、2012年7月1日から2013年3月31日まで行使可能なオプションが含まれており、FOXの親会社ニューズ・コーポレーションが4つの市場のうち3つの市場でシンクレアが所有する6つの放送局（2つのThe CW/マイネットワークTV複占と2つの独立したマイネットワークTV系列局）を組み合わせて購入することができた。WLFLとWRDCは、シンシナティ（WSTR-TV）、ノーフォーク（WTVZ）、ラスベガス（KVCWとKVMY）のシンクレア所有局と共に、FOXの購入オプションに含まれていた。 
2013年1月、FOXは、前述の4つの市場でシンクレア所有放送局を購入するオプションを行使しないことを発表した。代わりにWJZYとWMYT-TVのシャーロットThe CW/マイネットワークTV複占を購入することを選択し、同年7月にWJZYをFOX O&Oに変更し、その市場のFOX系列局のWCCBを置き換えた。 
2016年1月8日、シンクレアは、アメリカン・スポーツ・ネットワークが同年1月11日にWLFLを含む10局で、アメリカン・スポーツ・ネットワークの名前で専用のデジタルマルチキャストネットワークとして開始されることを発表した。

## 番組

### シンジケート番組
WLFLのシンジケート番組には、『モーリー』、『ブラッキッシュ』、『となりのサインフェルド』、『モダン・ファミリー』、『それいけ! ゴールドバーグ家』、『ビッグバン★セオリー/ギークなボクらの恋愛法則』が含まれる。

### ニュース運用
FOXが1990年代初頭に殆どの系列局に地元のニュース番組を放映するよう要求した後、そうしなければ所属関係の解消に直面し、WPTFの新しい所有者が常に低評価の夕方ニュースを廃止した後、WLFLはニュース部門を設立し、1992年に『Fox 22 Ten O'Clock News』というタイトルの夜間のプライムタイム番組を開始した。22:00のローカルニュース番組での2回目の試みだった。WKFTのファイエットビルにある独立局が、1989年にこの地域で最初のプライムタイムのニュース放送を終了して以来、時間枠は長くなった。WLFLの運営とは異なり、局のニュース放送は、トライアングル市場の南部に重点を置き、制作中に見られる広告を特にその地域に向けて販売していた。WRAZの開局直後の1995年9月に、ニュース放送の競争が始まった。この取り組みは当初からWRALによって制作され、毎晩見られた。しかし、WLFLの1時間のニュース番組はその時までに市場でしっかりと確立されていたため、人気のオンエアチームによる強力な運用が維持されていた。1998年にThe WBに変わった後、その毎晩の番組は『WB 22 News at 10』になった。
2004年8月16日、WLFLのニュース部門は縮小され、物議を醸したシンクレアの『ニュースセントラル』運用に変更された。ローカルニュースコーナーと一部のスポーツリポートは引き続きローリーに拠点を置いたが、気象部門を閉鎖し、メリーランド州ハントバレーのビーバー・ダム・ロード（Beaver Dam Road）にあるシンクレアの本社を拠点として、全国のヘッドライン、予報コーナー、及びその他のスポーツ報道を特集し始めた。さらに、「ザ・ポイント（The Point）」と呼ばれる1分間の保守的な政治解説コーナーが特徴だった。シンクレアの企業関係担当副社長であるマーク・E・ハイマンがホストを務めたこの特集は、同様に物議を醸し、2006年12月に廃止されるまで、ニュース放送のある全ての同社所有の放送局の要件だった。2005年9月、WLFLの毎晩の放送は、WRAZに対する貧血評価を高めるために30分間に短縮された。
14年間運営された後、シンクレアが実施したコスト削減の動きと『ニュースセントラル』の組織的な閉鎖の結果、残りの社内ニュース部門は閉鎖された。『WB 22 News at 10』の最後の公式テレビ放送は2006年3月30日で、その後、チャンネル22にはローカルニュースが短期間なかった。元『ニュースセントラル』スポーツアンカーのマーク・アームストロング（Mark Armstrong）と、WLFLニュースアンカー及びリポーターのタマラ・ギブス（Tamara Gibbs）は、最終的にWTVDに参加した。
2006年6月26日、ABC直営局のWTVDとニュース共有契約を結んだ。これにより、『ABC 11 Eyewitness News at 10 on WB 22』と呼ばれる新しい夜間のプライムタイムニュース放送が開始された。以前の取り組みと同様に、この放送は、WRAZでWRALが制作したニュース放送に対して直接放送される。取り決めを確立して以来、WTVDが制作するWLFLの平日朝の番組について発表された計画はない。これは、平日朝7:00のWRAL放送を2時間延長するWRAZとは異なる。同年9月18日に正式にThe CWに所属を切り替えると同時に、WLFLのニュース番組はその名前を『ABC 11 Eyewitness News at 10 on CW 22』に変更した。2008年4月21日、WTVDはトライアングルでWRALに次ぐ2番目の放送局となり、ニュース放送を高解像度にアップグレードしたアメリカで8番目のABC所有局となった。アップグレードには、WLFLのプライムタイムニュースが含まれていた。
『Eyewitness News at 10』は、毎晩35分間見ることができ、ダウンタウン・ダーラムのリバティ・ストリート/US 70 Business/NC 98にあるWTVDのスタジオで制作されている。これらの主要施設に加えて、同局はファイエットビル（グリーン・ストリート）とローリーのダウンタウン（ファイエットビル・ストリート）にも支局を運営している。天気予報コーナーの間、WLFLは「First Alert Doppler XP」と呼ばれるWTVDのドップラー気象レーダーを備えている。これは、ジョンストン郡とウェイク郡の境界に沿ったガーナーの南東にある後者の送信所サイトに基づいている。
2022年6月27日、WLFLのソーシャルメディアアカウントで、ABC 11が制作したテレビ放送が放送されなくなり、1時間半の『ザ・ナショナル・デスク』を22:00から23:30までの時間帯で埋め、22:00にニュースを放送する唯一のローカル局として再びWRAZを残すことがが発表された。

## 技術情報

### サブチャンネル
デジタル信号は多重化されている。
| チャンネル | 解像度 | アスペクト比 | ショートネーム | 番組編成              |
| ---------- | ------ | ------------ | -------------- | --------------------- |
| 22.1       | 720p   | 16:9         | WLFL-CW        | メインWLFL番組/The CW |
| 22.2       | 480i   | 16:9         | Stadium        | スタジアム            |
| 22.3       | 480i   | 16:9         | TBD            | TBD                   |
| 22.4       | 480i   | 4:3          | Antenna        | アンテナTV            |

### アナログからデジタルへの変換
WLFLは、アメリカ国内のフルパワーテレビ局が連邦政府の命令の下でアナログ放送からデジタル放送に移行した公式の日付の4ヶ月前である2009年2月17日に、UHFチャンネル22を介したアナログ信号での通常の番組を終了した。公式の移行日は同年6月12日に変更されていたにもかかわらず、WRDCと独立局のWRAY-TVと共に、トライアングル市場の3つの放送局の1つがその日付に切り替えることを決定した。元のデジタルチャンネルとは異なる、移行後に移行する割り当てられたデジタルチャンネルがあったが、WLFLは、移行前の割り当て（UHFチャンネル57）でデジタル信号を放送し続けた。局の元のデジタルチャンネル割り当てが、移行の結果として放送使用から削除された高帯域UHFチャンネル（52～69）の中にあったため、デジタル信号は、2009年6月12日の正午にUHFチャンネル27に再配置された。PSIPを使用することで、デジタルテレビ受信機は仮想チャンネルを以前のUHFアナログチャンネル22として表示する。

## 市販されていないケーブルとディレクTVの運搬
近年、ノースカロライナ州グリーンズボロ及びグリーンビルメディア市場内の複数の地域でケーブル放送されている。ディレクTVでは、WLFLは以前はウィルミントン市場で配信されていた。これは、ウィルミントン市場向けの元のThe CW系列局がケーブルのみで配信されていたためである。